# Nasrin Siege
Nasrin Siege (* 1950 in Teheran, Iran) ist eine deutsch-iranische Kinderbuchautorin, Sammlerin afrikanischer Märchen und Entwicklungshelferin.

## Leben und Wirken
Im Alter von neun Jahren kam die gebürtige Iranerin mit ihrer Familie nach Deutschland. Hier wuchs sie in Hamburg und Flensburg auf. Nach dem Studium der Psychologie und Pädagogik an der Christian-Albrechts-Universität zu Kiel arbeitete sie als Psychotherapeutin an einer psychosomatischen Klinik in Friedrichsdorf/Ts mit Suchtkranken. Mit ihrem Mann, einem deutschen Entwicklungshelfer, lebte sie – mit kurzen Unterbrechungen – zwischen 1983 und 2016 in Afrika (so nacheinander in Tansania, Sambia, Tansania, Madagaskar, Äthiopien). Nasrin Siege engagiert sich in diesen afrikanischen Ländern mit Straßenkinderprojekten, die sie sowohl mit Beratung als auch finanziell mit den Mitteln des von ihr und Freunden gegründeten Vereins Hilfe für Afrika e. V. unterstützt.
Als Autorin hat Nasrin Siege Kinder- und Jugendbücher mit interkulturellem Ansatz sowie als Herausgeberin von ihr gesammelte afrikanische Märchen z. T. in mehreren Auflagen und Übersetzungen veröffentlicht. Darüber hinaus hat sie auch zahlreiche Beiträge in Anthologien, in Jahrbüchern und der Kinderzeitschrift Der Bunte Hund veröffentlicht. Die Autorin hat ihre Bücher in verschiedenen Verlagen, unter anderem im Beltz & Gelberg veröffentlicht, seit 2025 legt sie Neuausgaben ihrer vergriffenen Titel in der Edition Gegenwind vor.
Für ihre Buchveröffentlichungen sowie in Anerkennung ihrer Arbeit in Kinderhilfsprojekten hat sie mehrere Auszeichnungen erhalten, u. a. 2022 das Bundesverdienstkreuz 1. Klasse des Verdienstordens der Bundesrepublik Deutschland.
Nasrin Siege lebt in Frankfurt am Main.

## Auszeichnungen
- 1994: Kinderbuch-Preis der Ausländerbeauftragten des Berliner Senats für Sombo, das Mädchen vom Fluss[3]
- 1994: Kinderbuch-Preis der Ausländerbeauftragten des Berliner Senats für Wie der Fluss in meinem Dorf[3]
- 2006: Anerkennungsurkunde des Ministeriums für Gesundheit und Soziales in der Vereinigten Republik Tansania für ihren Beitrag zur Verbesserung der Situation der „Remand-Homes“ (Kinder-Untersuchungsgefängnisse) im Land.[3]
- 2006: Two Wings Award für das entwicklungspolitische Engagement und für das Sammeln afrikanischer Märchen.[3][4]
- 2022: Bundesverdienstkreuz 1. Klasse des Verdienstordens der Bundesrepublik Deutschland[3][5]

## Bibliografie

### Bilderbücher
- Wenn der Löwe brüllt. Bilderbuch. Illustrationen von Barbara Nascimbeni. Peter Hammer Verlag 2009. ISBN 978-3-7795-0273-9.

Sonderausgabe für die Bundeszentrale für politische Bildung. bpb, Bundeszentrale für politische Bildung, Bonn 2023. ISBN 978-3-7425-0965-9.
- Morgen kommt die Hyäne zum Essen – afrikanische Tiergeschichten. Beltz und Gelberg, Weinheim 2019. ISBN 978-3-407-81230-8
- Mama Weihnacht. Bilderbuch zus. mit Angus Middleton. Illustrationen von Subi Bosa. Verlag Akademie der Abenteuer, Berlin 2022. ISBN 978-3-98530-110-2.

### Gedichte
- Mandeln und Rosinen. llustrationen: Maryam Andaz. Verlag Akademie der Abenteuer, Berlin 2022. ISBN 978-3-98530-118-8.

### Erzählungen
- Sombo, das Mädchen vom Fluss. Erzählung. Beltz und Gelberg, Weinheim 1990. ISBN 3-407-80064-9; 7. Aufl., 2001. ISBN 978-3-407-78165-9.

Sombo woont in Zambia. Übersetzung ins Niederländische von Annegret Böttner. Spectrum u. Arion, Utrecht 1992. ISBN 90-274-3132-9 u. ISBN 90-5380-010-7.
- Wie der Fluss in meinem Dorf. Erzählung. Beltz und Gelberg, Weinheim 1994. ISBN 3-407-79639-0; 4. Aufl., 2001. ISBN 978-3-407-78227-4.

Neuausgabe. Graphiti-Verlag Beautemps & Pfeiffer GbR, Berlin 2020. ISBN 978-3-95999-096-7.
Revidierte Auflage. Illustrationen: Kris Kersting. Verlag Akademie der Abenteuer, Berlin 2021. ISBN 978-3-98530-075-4.
- Asni. Ulrike Helmer Verlag, Roßdorf b. Darmstadt 2020. ISBN 978-3-89741-446-4.
- Hyänen im hohen Gras. Spuren in der Serengeti. Erzählung. Brandes & Apsel, Frankfurt am Main 2004. ISBN 978-3-86099-505-1.
- Der Honigvogel. Geschichten aus Afrika. Erzählungen. Razamba Verlag, Frankfurt am Main 2. Aufl. 2016. ISBN 978-3-941725-40-9.
- Mama Baobab. Kinderbuch. Illustrationen von Maike Neuendorff. Razamba, Offenbach am Main 2023. ISBN 978-3-941725-67-6.

### Märchen aus Afrika
- Kalulu und andere afrikanische Märchen. Brandes & Apsel, Frankfurt am Main 1993.
- Der Tag des Regenbogens. Märchen, Mythen und Geschichten, Brandes & Apsel, Frankfurt am Main 1995. ISBN 3-86099-440-9.
- Morgen kommt die Hyäne zum Essen – afrikanische Tiergeschichten. Beltz und Gelberg, Weinheim 2019. ISBN 978-3-407-81230-8.

### Romane
- Shirin. Roman. Beltz und Gelberg, Weinheim 1996. ISBN 3-407-78354-X.

Neuausgabe. Razamba Verlag, 2015. ISBN 978-3-941725-33-1.
- Juma – Ein Straßenkind aus Tansania. Beltz und Gelberg, Weinheim 1998. ISBN 3-407-78301-9.

Neuausgabe: Edition Gegenwind – KDP, Frankfurt a. M. 2025. ISBN 979-8-2801-5357-8.
- Leben auf eigene Faust. Straßenkindergeschichten aus vier Kontinenten, Brandes & Apsel, Frankfurt am Main 1999.
- Als die Elefanten kamen. Roman. Beltz und Gelberg, Weinheim 2001. ISBN 978-3-407-78466-7.
- Die Piraten von Libertalia. Roman. Bloomsbury 2009. ISBN 978-3-8270-5290-2.

Neuausgabe. Graphiti-Verlag, Berlin 2018. ISBN 978-3-95999-008-0.
Neuausgabe: Verlag Akademie der Abenteuer, Berlin 2022. ISBN 978-3-98530-077-8.
- Ich kehre zurück, Dadabé. Roman. Brandes & Apsel 2011 (2. Aufl. 2018). ISBN 978-3-86099-713-0.

Hiverina aho, Dadabe! : ilay tantara momba an'i Todisoa. Übersetzung in Madagassische von Sophie Küspert-Rakotondrainy & Mparany Rakotondrainy, Verlag Vakoka Vakiteny, Madagaskar 2012. ISBN 978-2-9539577-3-0.
- Die Spur des Elefanten. Roman. Razamba Verlag, 2014. ISBN 978-3-941725-29-4.